# Androsace mollis
Androsace mollis är en viveväxtart som beskrevs av Hand.-mazz. Androsace mollis ingår i släktet grusvivor, och familjen viveväxter. Inga underarter finns listade i Catalogue of Life.

## Bildgalleri

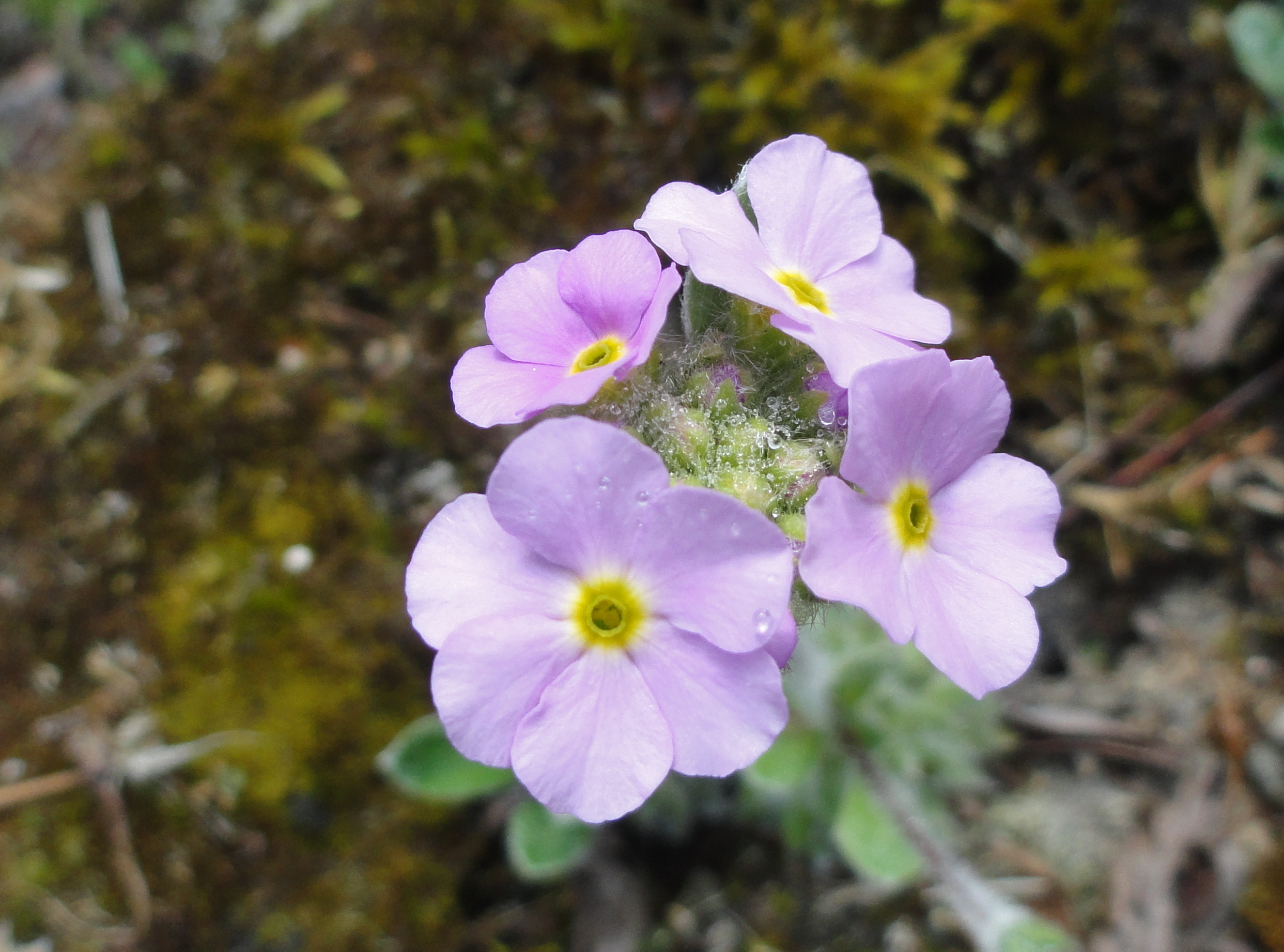